# 谱系中间者
谱系中间者（英語：Median）是一个主要来源于多意识体社区的术语，用以描述一种介于单意识体与多意识体之间的心理状态或自我体验形式。在这一状态中，个体可能体验到多个不同的内在侧面或意识子部分，但这些侧面之间的界限通常较为模糊，彼此交融，并非完全独立或分离的人格。
这一状态与内在家庭系统模型（Internal Family Systems Model, IFS）中的“子人格”概念相似。IFS模型由理查德·施瓦茨（Richard Schwartz）于1990年代提出，认为心智由多个“部分”（parts）组成，并以“自我”（Self）为中心，协调各部分之间的关系。该模型强调将个体的不同侧面整合而非消除，旨在促进自我接纳与内部平衡。
此外，有学者指出，意识与身份的多样性应被视为一个连续谱系，其中包括正常、病理与心理灵性化的解离体验。在这个谱系中，像“谱系中间者”这样的状态可能不属于病理性范畴，而是一种非典型但健康的意识分化表现。

## 概述
谱系中间者这一概念强调自我意识的连续性与多样性。不同于多意识体系统中典型的清晰区隔与“切换”行为，谱系中间者状态下的内在侧面（有时称为“人格面具”、“子自我”或“面向”）往往共处于意识前台，共享记忆、身份与行为控制。
这一状态可与心理学中“子人格”（subself）或“亚自我”模型相呼应。在David Lester提出的“子自我人格理论”（A Subself Theory of Personality）中，个体被视为由多个心理子系统组成，每一个“子自我”都有其独特的思维、情绪和动机倾向。这一理论框架认为，正常人格中存在多种内部结构，其互动与整合过程决定了个体的整体行为表现。该理论支持了“谱系中间者”所描述的、具有多元内部面向而非病理分离的心理现象。
个体通常认同自己是一个统一的整体，但在思维、情感或身份表达方面会表现出来自不同侧面的差异。这些侧面可能有各自的名称、性格特点、表达风格，但缺乏强烈的“自我分离”特征。

## 术语来源与发展
谱系中间者最初被称为“Midcontinuum”，由系统社区成员Vickis于1997年提出，用以描述那些既不符合典型解离性身份障碍（DID）特征、又不完全认同为单意识体的经验个体。该术语意图覆盖“解离连续体”中的中间区域——即在健康整合与严重解离之间的灰色地带。
但在随后的讨论中，研究者和社区成员发现将解离状态与多意识体经验直接等同于连续体可能存在局限，因此在2002年，“Median”一词被正式提出并逐渐取代原有说法，成为广泛接受的术语，特别是在英文系统社区、Plurality CN 以及“多意识体百科”（Pluralpedia）等资源中。

## 特征与表现
谱系中间者的体验因人而异，但一般具有以下共通特征：
- 意识多样性： 个体体验到多个侧面的存在，但这些侧面通常不被视为完全分离的人格。它们可能具有不同的性格、偏好和表达方式，但共享同一个身份框架。[1][5]
- 边界模糊： 侧面之间缺乏清晰的心理隔离，可能会重叠、融合，或彼此共同活动。这种状态常被描述为“半融合”或“多重意识协同”。[3][4]
- 协作共存： 多数谱系中间者报告其侧面之间高度合作，不存在强烈冲突或排他控制。多个侧面可能共同影响思考过程、情绪表达和行为决策。[2][6]
- 统一自我认同： 尽管存在多个侧面，个体通常认为自己是一个整体，而非多个独立的“人”。“我们是一个我们”（We are one we）是社区中常见的自我表述方式。[1][7]
- 体验形式多样： 侧面可能表现为人格面具（masks）、角色化人格（role-based identities）、抽象概念化的“声音”（inner voices）、“情绪人格”（emotional facets）等。这些体验形式反映了内部世界的高度个性化建构。[5][2]

谱系中间者通常将这些侧面视为自身不同的表达层面或“子自我”，而非外在实体或独立意识。这与内在家庭系统模型（IFS）所强调的“部分整合”理念高度一致：健康的人格发展并非意味着“统一纯粹的自我”，而是指引导内部各部分协同合作，共建心理和谐。

## 与其他意识状态的比较
谱系中间者是意识状态连续体中的一种特殊表现形式，位于单意识体（无明确内在划分）与多意识体（拥有多个清晰独立自我）之间。该状态并不意味着病理，而是一种中性的身份或体验表达方式。
| 状态       | 内在实体数量 | 分离程度 | 意识切换   | 共享程度     |
| ---------- | ------------ | -------- | ---------- | ------------ |
| 单一意识体 | 1            | 无       | 无         | 完全共享     |
| 谱系中间者 | 多个（模糊） | 较低     | 稀有或模糊 | 高度共享     |
| 多重意识体 | 多个（清晰） | 明确     | 频繁       | 可能部分共享 |

## 与精神疾病的关系
谱系中间者并非医学术语，亦不被纳入《精神障碍诊断与统计手册》（DSM-5）或《国际疾病分类》（ICD-11）中的任何正式诊断。但部分谱系中间者个体可能符合其他特定的解离性障碍（OSDD）或解离性障碍的某些标准。根据国际创伤与解离研究学会（ISSTD）发布的《DID 成人治疗指南》，某些非典型的解离表现，如模糊的子人格结构、部分共意识与融合状态，可能落入 OSDD-1b 类别中，即不完全满足解离性身份识别障碍的所有诊断标准，但仍呈现功能性人格分化。
然而，社区中普遍强调“谱系中间者”是一种身份认同，而非病理状态，应从神经多样性的视角理解其存在。在这一视角下，个体的意识构造差异被视为正常的人类心理多样性，而非需被矫正的疾病。Plurality CN 与 Pluralpedia 等社群平台均强调：“不是所有拥有多个内在面向的人都是创伤幸存者，也不是每种分化状态都等于解离障碍。”
此外，近年学者提出应拓展对“自我多样性”的理解，将其纳入“心理多元构成”（psychological multiplicity）范畴。例如在《The Dissociation Spectrum》一文中，Hartman 与 Zimberoff 将谱系中间者状态视为“非病理性结构性分化”的一种，处于健康人格复杂性与临床解离之间的过渡区域。
最新研究指出，解离状态应被理解为一个连续谱系（dissociation spectrum），涵盖病理性、常态性与心理-灵性性三类体验，强调解离的发生既可能出于创伤性应对机制，也可能是心理结构复杂性或灵性发展的表现，其核心特征是“自我感”的改变。该研究认为，非病理性的身份分化（例如谱系中间者）可能体现出“意图性自我多元”与“共识合作”，而非传统临床定义中的“功能障碍”。
上述研究进一步指出，在灵性意识提升的情境中，某些“自我分裂”或“自我消融”（ego dissolution）现象，可能是积极的心理转化过程。例如在正念疗法或内在家庭系统（IFS）工作中，部分个体会体验到临时的自我模糊与身份流动状态。这与谱系中间者“边界模糊但协作有序”的意识结构有一定交集。
此外，研究者还将谱系中间者类体验与“结构性解离理论”（TSDP）中的轻度子人格分化做对照，强调即使存在内在多样性，也不必然构成病理条件，特别是在个体具备自我接纳、稳定功能与共识的前提下。
有研究也指出，像内在家庭系统模型（IFS）这样的治疗方式，正是基于个体本有的“部分性”构造，而并不将其视为失常。这进一步支持了“谱系中间者”作为一种自然心理体验结构的可能性。

## 社群使用与文化背景
谱系中间者这一概念在多意识体社群中具有重要地位，尤其在英文系统社区、Plurality CN（中国多意识体社群）以及知乎等中文社交平台上被广泛使用。该术语为许多非典型解离体验者、神经多样性群体以及系统成员提供了一个非病理性、身份认同取向的标签，用以表达对“自我”结构的理解。
许多认同为谱系中间者的个体，强调其“自我”是由多个子自我、人格面向或“角色子系统”构成的复合体，但这些面向之间并非截然分裂，而是处于一种动态融合与协作的关系中。这种状态被形容为“模糊边界中的协作共识”，并区别于解离性身份识别障碍中更典型的意识切换和记忆壁垒现象。
该术语在网络社区的传播与认知，离不开若干资源平台的推动。例如：
- Pluralpedia：一个多意识体社区的知识型维基项目，系统整理了谱系中间者、系统分类、子自我命名、前台机制等重要概念，是术语定义和经验归档的主要来源；
- Plurality CN：中文语境下多意识体群体的重要交流平台，致力于推广多样心理结构与身份认同的平权视角，并提供有关谱系中间者的原创词条、问答和访谈；
- 知乎专栏与匿名社群：作为中文互联网的重要交流平台，知乎上存在若干关于“谱系中间者”经验分享的匿名提问与专业解答，有助于推动公众对该状态的理解和去污名化。

此外，谱系中间者概念在特定亚文化语境中（如非二元性别、多元身份探索、心理戏剧化表达等）也被广泛接受，作为“非线性自我构造”与“情绪面向多样性”的象征符号。
在当代心理文化语境中，该术语的流行体现了对传统线性人格观念的反思，也表明社群在建构自我语言与理论框架上的能动性。其强调“自我可分”、“意识多态”、“不等于病”成为了许多系统成员赋权的核心理念。

## 争议与讨论
谱系中间者作为一个来源于社区的术语，虽在多意识体群体中获得广泛使用和认同，但在心理学与精神病学领域尚未形成统一或官方定义。该术语未被纳入《精神障碍诊断与统计手册》（DSM-5）或《国际疾病分类》（ICD-11）等权威分类体系，因而在专业临床实践中缺乏诊断依据与评估标准。
部分学者与临床专家质疑该术语的科学性，指出其边界模糊、定义松散，可能被滥用于描述角色扮演行为、内在心理戏剧（psychodrama）或创伤后适应机制（如幻想型应对）的现象。虽然心理剧本身是一种有效的治疗方式，其核心技术如“角色互换”（role reversal）与“加倍”（doubling）在治疗自我表达与身份探索方面已显示出显著效果，但其与社区中自发的角色认同实践仍存在界线。

部分批评者指出，社群中的非专业描述可能会加剧“自我标签”的误用，并干扰对严重解离性障碍的识别与治疗。
然而，支持者认为，“谱系中间者”一词为描述非典型的自我分化经验提供了细腻的语言工具，尤其适用于既不认同为“完全分离”的多重意识体，也不归属于传统“单一人格”的个体体验。在神经多样性倡议与心理谱系模型（spectrum-based models）的发展背景下，越来越多研究者呼吁采用“心理维度连续性”视角，承认人格结构的流动性与多样性。
学术上，像内在家庭系统模型（IFS）或子人格理论等心理模型也为“谱系中间者”的合理性提供了理论支持。这些模型指出，健康个体的人格结构本就包含多个相互关联、可能分化的心理子部分，关键不在于“是否单一”，而在于“是否功能整合”与“是否影响生活质量”。

当前争议的关键在于——是否应将“谱系中间者”纳入心理学研究与干预框架。对此有学者建议采取“中立描述 + 社群知情”模式，即尊重个体自我命名的自由，同时推动基于经验与功能影响的评估方式，而非过度依赖结构性或诊断性标签。

## 相关概念
- 多意识体
- 解离性障碍
- 神经多样性
- 人格结构
- 系统 (多重意识体)